# Miquel Sitjar
Miquel Sitjar (...) è un attore spagnolo.

## Biografia
Miquel è conosciuto principalmente per la partecipazione ad alcuni film come El Triunfo nel 2006 nel ruolo di Mediano, nel 2009 invece per Xtremis nel ruolo di Iñaki e A la deriva di Ricard.
In televisione è conosciuto principalmente per il ruolo del Capitano Herrero nella soap Il segreto e per La Riera nel ruolo di Teo Saporo.

## Filmografia

### Cinema
- Menos es más, regia di Pascal Jongen (2000)
- Fuego, regia di Marcos Navarro Narganes - cortometraggio (2000)
- Diminutos del calvario, regia collettiva - cortometraggio (2002)
- H6-il diario di un assassino (H6: Diario de un asesino), regia di Martín Garrido Barón (2005)
- Ruido, regia di Marcelo Bertalmío (2005)
- El triunfo, regia di Mireia Ros (2006)
- A la deriva, regia di Ventura Pons (2009)
- Xtrems, regia di Abel Folk e Joan Riedweg (2009)
- Carne de neón, regia di Paco Cabezas (2010)
- El gènere femení, regia di Carlos Benpar (2011)
- Orden, regia di Jordi Castejón - cortometraggio (2013)
- Cuinant, regia di Marc Fàbregas (2014)
- El Día Cero, regia di Christian Guiriguet - cortometraggio (2014)
- Historia de dos desconocidos, regia di Santi Novell - cortometraggio (2015)
- Pasión criminal, regia di Rubén Dos Santos (2015)
- La denuncia, regia di Juan Manuel Linares - cortometraggio (2016)
- Zona 84, regia di Lonan García - cortometraggio (2016)
- Gentlemen, regia di Joaquim Bundó e Esteve Rovira - cortometraggio (2016)
- Pàtria, regia di Joan Frank Charansonnet (2017)
- Anunnaki The fallen of the sky, regia di Joan Frank Charansonnet (2018)
- Recuerdos de invierno, regia di Javi Araguz - cortometraggio (2019)
- Barcelona 1714, regia di Anna Bofarull (2019)
- Terra de telers, regia di Joan Frank Charansonnet (2020)

### Televisione
- Estació d'enllaç – serie TV, episodi 2x10 (1995)
- Nova ficció – serie TV, episodi 1x6 (1997)
- Más que amigos – serie TV, 22 episodi (1997-1998)
- Nissaga de poder – serie TV, 30 episodi (1996-1998)
- El súper – serie TV, 8 episodi (1998-1999)
- El comisario – serie TV, episodi 3x5 (2001)
- Mirall trencat – serie TV, 13 episodi (2002)
- Maresme, regia di Rosa Vergés – film TV (2002)
- Cala reial, regia di Enric Banqué – film TV (2003)
- Setze dobles – serie TV, 26 episodi (2003)
- De moda – serie TV, episodi 1x3 (2004)
- Hospital Central – serie TV, episodi 6x8-8x2 (2003-2004)
- Paso adelante (Un paso adelante) – serie TV, 5 episodi (2004-2005)
- Electroshock, regia di Juan Carlos Claver – film TV (2006)
- Latidos, regia di Carlos Pastor – film TV (2006)
- La bella Otero - La regina della belle époque (La bella Otero) – miniserie TV, episodi 1x1-1x2 (2008)
- Zoo – serie TV, 22 episodi (2008)
- Laberint de passions – serie TV, 62 episodi (2006-2008)
- Wendy placa 20957, regia di Mireia Ros – film TV (2009)
- La sagrada família – serie TV, episodi 1x9 (2010)
- Felipe y Letizia – miniserie TV, episodi 1x1-1x2 (2010)
- Il segreto (El secreto de Puente Viejo) – serie TV, episodi 1x460-1x469-1x474 (2012-2013)
- Desclassificats, regia di Abel Folk e Joan Riedweg – film TV (2013)
- La Riera – serie TV, 11 episodi (2013)
- Cites – serie TV, episodi 1x8 (2015)
- Broken, regia di Xavier García Selma – film TV (2017)
- Com si fos ahir – serie TV, episodi 1x230-1x322 (2018-2019)